# Biele (województwo podlaskie)
Biele – wieś w Polsce położona w województwie podlaskim, w powiecie białostockim, w gminie Juchnowiec Kościelny.
Wieś królewska w starostwie suraskim w ziemi bielskiej województwa podlaskiego w 1795 roku.
W latach 1954–1959 wieś należała i była siedzibą władz gromady Biele, po jej zniesieniu w gromadzie Juchnowiec Dolny. W latach 1975–1998 miejscowość administracyjnie należała do województwa białostockiego.
Wierni kościoła rzymskokatolickiego należą do parafii Świętej Trójcy w Juchnowcu.